# おとなの恋は、まわり道
『おとなの恋は、まわり道』（おとなのこいはまわりみち、Destination Wedding）は、2018年のアメリカ合衆国のロマンティック・コメディ映画。監督はヴィクター・レヴィン、出演はキアヌ・リーブスとウィノナ・ライダーなど。

## キャスト
括弧内は日本語吹替
- フランク: キアヌ・リーブス（森川智之）
- リンジー: ウィノナ・ライダー（日野由利加）
- 花嫁: DJ・ダレンバック
- 花婿: テッド・デュボスト
- 花嫁の父: カート・デュボスト